# 刘益 (元朝)
刘益（14世纪—1371年），元朝大臣，元顺帝时中书省左丞。
刘益在至正二十七年（1367年），拜为中书左丞。元末出为辽阳行省参政。辽阳行省平章政事高家奴守辽阳山寨，知院哈剌章屯守沈阳古城，刘益屯守盖州。元顺帝败走应昌等地后，明太祖朱元璋派安抚使黄俦招降辽东元军各部。洪武四年（1371年），辽阳行省平章刘益和王右丞以金州、复州、海州、盖州等州率部归顺明朝，被朱元璋封为辽阳指挥使司指挥同知。不久，被元朝平章洪保保、马彦翚合谋杀害。张良佐、房暠杀死马彦翚，洪保保挟持黄俦投奔纳哈出，纳哈出杀死黄俦。